# Леандро Греко
Леандро Греко (італ. Leandro Greco, нар. 19 липня 1986, Рим) — італійський футболіст, центральний півзахисник клубу «Судтіроль».

## Ігрова кар'єра
Народився 19 липня 1986 року в Римі. Вихованець футбольної школи місцевого клубу «Рома».
В 2003 році Греко почав викликатися в основний склад команди, проте в клубі не дебютував. У серпні 2003 року був відданий в оренду в клуб Серії D «Астреа», за який провів 17 матчів і забив 1 гол. Після цього Греко повернувся в «Рому» і дебютував у її складі 8 травня 2005 року в матчі серії А у матчі з «Пармою», в якому «джалороссі» виграла 2:1. Однак подальшій кар'єрі в складі Роми завадила серйозна хвороба, серцева аритмія, через яку Греко 5 місяців був поза футболом і був змушений відхилити запрошення в молодіжної збірної Італії. 
Влітку 2006 року Леандро був відданий в оренду клубу Серії Б «Верона», в якому він став гравцем основного складу і провів два сезони. Греко повернувся в «Рому», і не зігравши жолного матчу, у січні 2009 року, був знову відданий в оренду в клуб «Піза» з Серії Б, за який провів 9 матчів.
Влітку 2009 року Греко знову повернувся в «Рому», але вкотре не провів за основу жодного матчу. У січні 2010 року Леандро був відданий в оренду «П'яченці». Там футболіст став гравцем основного складу, провівши в клубі 22 гри у Серії Б. 
Влітку 2010 року Греко в черговий раз повернувся до табору «джалороссі», але цього разу зміг затриматись в команді, зігравши за наступні два сезони у 33 матчах Серії А, а також дебютував у Єврокубках, зігравши три матчі у Лізі чемпіонів і навіть забив гол.
24 липня 2012 року підписав трирічний контракт з грецьким «Олімпіакосом», у складі якого в першому ж сезоні став чемпіоном Греції та володарем Кубка Греції.
31 липня 2013 року Греко повернувся до Італії, ставши гравцем «Ліворно», але за підсумками сезону 2013/14 команда зайняла останнє місце в Серії А, після чого 20 червня 2014 року його контракт з «Ліворно» було припинено за взаємною згодою сторін. 
Того ж дня Леандро Греко підписав трирічний контракт з «Дженоа», проте вже 5 січня 2015 року на правах оренди був відданий в «Верону», яка влітку викупила контракт гравця. Наразі встиг відіграти за команду 26 матчів в національному чемпіонаті.

## Статистика виступів

### Статистика клубних виступів
| Сезон              | Команда            | Чемпіонат          | Чемпіонат | Чемпіонат | Національний кубок | Національний кубок | Національний кубок | Континентальні кубки | Континентальні кубки | Континентальні кубки | Інші змагання | Інші змагання | Інші змагання | Усього | Усього |
| Сезон              | Команда            | Ліга               | Ігор      | Голів     | Ліга               | Ігор               | Голів              | Ліга                 | Ігор                 | Голів                | Ліга          | Ігор          | Голів         | Ігор   | Голів  |
| ------------------ | ------------------ | ------------------ | --------- | --------- | ------------------ | ------------------ | ------------------ | -------------------- | -------------------- | -------------------- | ------------- | ------------- | ------------- | ------ | ------ |
| 2003-04            | «Астреа»           | D                  | 17        | 1         | -                  | -                  | -                  | -                    | -                    | -                    |               | -             | -             | 17     | 1      |
| 2004-05            | «Рома»             | A                  | 1         | 0         | КІ                 | 3                  | 0                  | КУЄФА                | 0                    | 0                    |               | -             | -             | 4      | 0      |
| 2005-06            | «Рома»             | A                  | 1         | 0         | КІ                 | 2                  | 0                  | КУЄФА                | 0                    | 0                    |               | -             | -             | 3      | 0      |
| 2006-07            | «Верона»           | B                  | 26+1      | 1         | КІ                 | 1                  | 0                  | —                    | —                    | —                    | —             | —             | —             | 28     | 1      |
| 2007-08            | «Верона»           | C1                 | 14        | 2         | -                  | -                  | -                  | -                    | -                    | -                    |               | -             | -             | 14     | 2      |
| 2008-09            | «Рома»             | A                  | 0         | 0         | КІ                 | 0                  | 0                  | ЛЧ                   | 0                    | 0                    | СІ            | 0             | 0             | 0      | 0      |
| 2008-09            | «Піза»             | B                  | 7         | 0         | КІ                 | -                  | -                  | -                    | -                    | -                    | -             | -             | -             | 7      | 0      |
| 2009-10            | «Рома»             | A                  | 0         | 0         | КІ                 | 0                  | 0                  | ЛЄ                   | 0                    | 0                    |               | -             | -             | 0      | 0      |
| 2009-10            | «П'яченца»         | B                  | 22        | 0         | КІ                 | -                  | -                  | -                    | -                    | -                    | -             | -             | -             | 22     | 0      |
| 2010-11            | «Рома»             | A                  | 14        | 0         | КІ                 | 2                  | 0                  | ЛЧ                   | 3                    | 1                    | СІ            | 0             | 0             | 19     | 1      |
| 2011-12            | «Рома»             | A                  | 19        | 0         | КІ                 | 2                  | 0                  | ЛЄ                   | 0                    | 0                    | —             | —             | —             | 21     | 0      |
| Усього за «Рому»   | Усього за «Рому»   | Усього за «Рому»   | 35        | 0         |                    | 9                  | 0                  |                      | 3                    | 1                    |               | 0             | 0             | 47     | 1      |
| 2012-13            | «Олімпіакос»       | СЛ                 | 24        | 0         | КГ                 | 4                  | 0                  | ЛЧ+ЛЄ                | 6+2                  | 1+0                  | —             | —             | —             | 36     | 1      |
| 2013-14            | «Ліворно»          | A                  | 32        | 4         | КІ                 | 0                  | 0                  | —                    | —                    | —                    | —             | —             | —             | 32     | 4      |
| 2014-15            | «Дженоа»           | A                  | 7         | 0         | КІ                 | 2                  | 0                  | —                    | —                    | —                    | —             | —             | —             | 9      | 0      |
| 2014-15            | «Верона»           | A                  | 18        | 0         | КІ                 | 1                  | 0                  | —                    | —                    | —                    | —             | —             | —             | 19     | 0      |
| 2015-16            | «Верона»           | A                  | 8         | 0         | КІ                 | 1                  | 0                  | —                    | —                    | —                    | —             | —             | —             | 9      | 0      |
| Усього за «Верону» | Усього за «Верону» | Усього за «Верону» | 67        | 3         |                    | 3                  | 0                  |                      | —                    | —                    |               | —             | —             | 70     | 3      |
| Усього за кар'єру  | Усього за кар'єру  | Усього за кар'єру  | 206       | 8         |                    | 23                 | 0                  |                      | 11                   | 2                    |               | 0             | 0             | 240    | 10     |

## Титули і досягнення
- Чемпіон Греції (1):

«Олімпіакос»: 2012-13
- Володар Кубка Греції (1):

«Олімпіакос»: 2012-13